# Lina Bengtsdotter
Lina Helena Bengtsdotter Gustavsson, née Höglund le 29 janvier 1977 dans la paroisse d'Amnehärads, Gullspång, comté de Skaraborg, est une enseignante et auteure suédoise connue pour ses romans policiers mettant en scène l'inspecteur Charlie Lager.

## Biographie
Lina Bengtsdotter a vécu à Gullspång, en Grande-Bretagne, en Irlande du Nord et en Italie. Elle travaille comme professeur de suédois et de psychologie et a publié un certain nombre de nouvelles dans divers journaux et magazines des pays nordiques.
En 2017, elle a fait ses débuts dans le roman noir nordique avec le roman Annabelle - For the Missing, suivi de deux autres romans, 2018 Francesca - For the Dead et 2020 Beatrice - For the Lost.

## Prix et nominations
- Crimetime Specsavers Award 2017 pour le premier roman policier de l'année en Suède pour Annabelle - För de Saknade (2017).
- Sélectionnée pour le Prix des Lecteurs du Livre de Poche 2020 du meilleur roman policier en France pour Annabelle - För de Saknade (2017).
- Longlistée pour le MIMI Award 2020 du meilleur roman de fiction policière en Allemagne pour Francesca - För de Döde (2018).

## Publications
- Annabelle  (trad. Anna Gibson), Le Livre de poche, 2020, 416 p. (ISBN 9782253181200)
- Francesca  (trad. Anna Gibson), Le Livre de poche, 2021, 480 p. (ISBN 9782253079330)
- Béatrice  (trad. Anna Gibson), Le Livre de poche, 2023, 384 p. (ISBN 9782253941460)
- À trop jouer avec le feu  (trad. Anna Gibson), Hachette Fictions, coll. « Black Lab », 2024, 288 p. (ISBN 9782501171854)